# Templo de Vespasiano y Tito

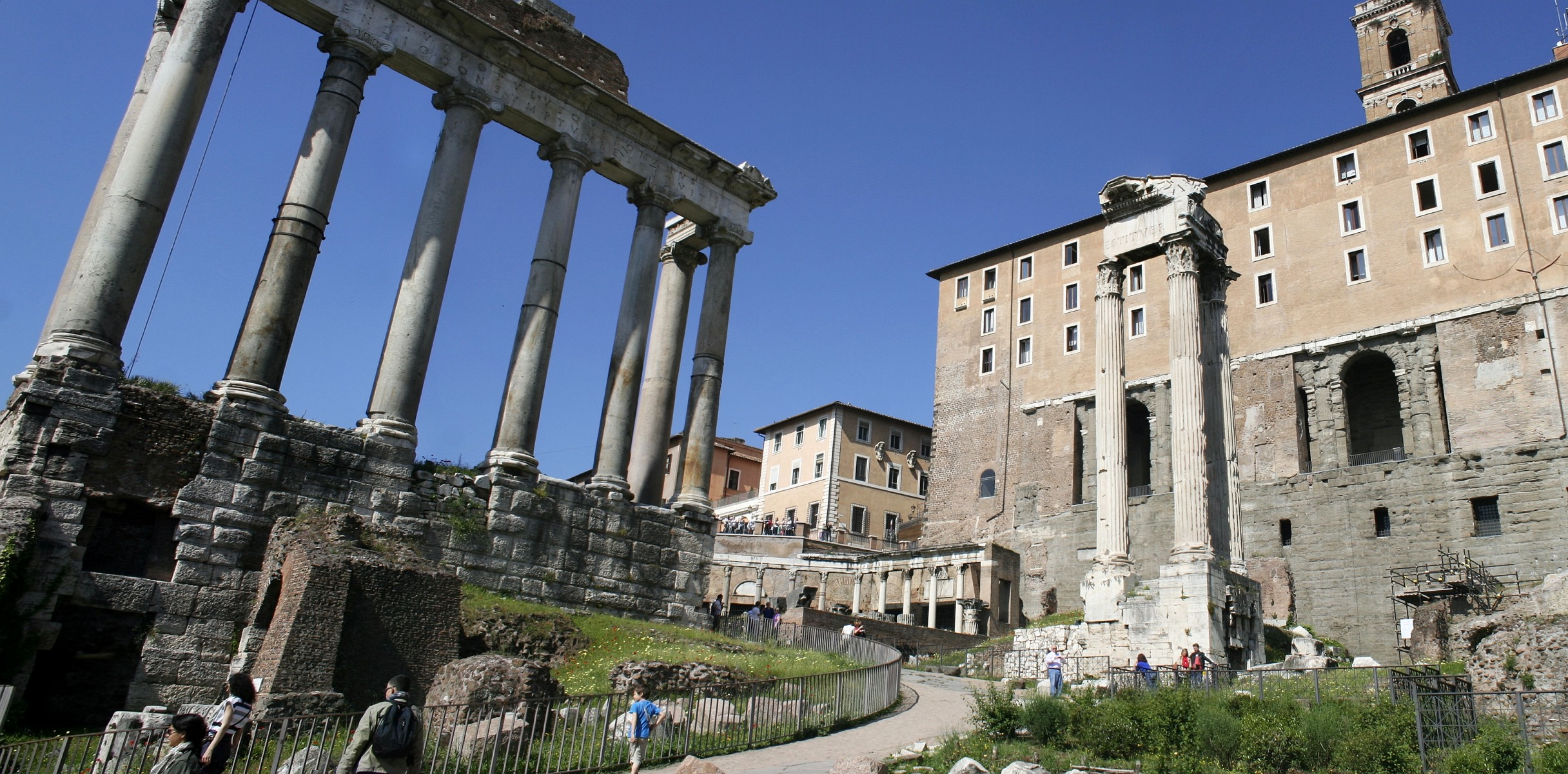
A la izquierda el templo de Saturno, a la derecha el templo de Vespasiano. Entre los dos, el pórtico de los Dioses Consejeros con el Clivus Capitolinus que lo recorre. Detrás de las columnas del templo de Vespasien, se aprecian los restos del Tabularium, integrados en la fachada de un edificio más reciente.

El Templo de Vespasiano y Tito o templo de Vespasiano (en latín, Templum Vespasiani et Titi y Templum Divi Vespasiani, respectivamente; en italiano, Tempio di Vespasiano) es un templo en el Foro, Roma, dedicado al culto imperial del emperador Vespasiano, deificado por el Senado poco después de su muerte. El templo lo empezó Tito en el año 79, pero lo terminó su hermano, también emperador, Domiciano, aproximadamente en el año 87.

## Ubicación
El templo ocupa el extremo norte del lado occidental del Foro Romano. Se construyó en un espacio exiguo a lo largo de una carretera en pendiente que sube hacia el Capitolio (el Clivus Capitolinus), entre el Templo de la Concordia al norte, el Templo de Saturno y el pórtico de los Dioses Consejeros al sur y el Tabularium al oeste. Las escaleras de este último edificio arrancan inmediatamente al norte del templo. Una puerta de acceso fue tapiada con la construcción·.

## Función
Los catálogos regionales de Roma, el Curiosum y la Notitia urbis Romae, redactados hacia la mitad del siglo IV, precisaban que el templo fue dedicado a la vez a Vespasiano y a Tito bajo la denominación Templum Vespasiani et Titi. Sin embargo, este concepto de doble dedicatoria podría ser erróneo y parece derivar de una suposición aparecida en la Antigüedad tardía según la cual el templo habría sido construido en un primer momento en honor de Vespasiano, por decisión de su hijo Tito, y luego en un segundo momento los trabajos se reanudarían por Domiciano tras la muerte de su hermano Tito el 13 de septiembre del 81, el templo fue dedicado de nuevo pero esta vez en honor de Vespasiano y de Tito que fue igualmente deificado por decreto del Senado. Pero como sugiere el hecho de que sólo el nombre de Vespasiano aparezca sobre la inscripción original, lo más probable es que el templo se dedicara sólo al culto a Vespasiano.

## Historia

### Antigüedad: construcción y restauración
La construcción del templo empezó con Tito poco después de la muerte de su padre Vespasiano ocurrida el 23 de junio del 79 y el comienzo del procedimiento de divinización, según una práctica iniciada por la apoteosis de Claudio. Este procedimiento no era inmediato y se extendió durante meses entre septiembre del 79 y mayo del 80. Las primeras monedas que celebraron el acontecimiento no aparecieron hasta principios del año 80 después de ser oficializado por el Senado. Los trabajos no pudieron por lo tanto probablemente comenzar hasta finales del año 79 o principios del siguiente. Ese año, Roma se vio afectada por un gran incendio que causó numerosos daños que necesitaron importantes trabajos, lo que sin duda ralentizó los trabajos de construcción del templo, viendo retrasados esos mismos trabajos que no habrían podido comenzar más que unos meses más tarde, hacia el año 81·.
Tito comenzó la construcción y presumiblemente terminó los cimientos, elaborados con cemento de toba. A la muerte de Tito, parece que el templo no se había completado y se limitaba a la realización de una plataforma de fundación en opus caementicium y una parte del podio. Domiciano continuó los trabajos, reanudados hasta el año 87, fecha en la que el templo es mencionado por primera vez en las fuentes antiguas, en un acta del colegio de los hermanos Arvales que realizaron un sacrificio en honor de la diosa Dia que se desarrollaría delante del templo de la Concordia quae est prope templum divi Vespasiani·. En esta inscripción, el templo sirve de nuevo punto de referencia topográfica para la zona noroeste del Foro lo cual no es el caso en una inscripción datada en febrero del 86. Los trabajos se debieron terminar, por lo tanto, entre estas dos fechas. Transcurrieron siete años entre la oficialización de la divinización de Vespasiano y la terminación de los trabajos, un retraso que puede explicarse, por un lado, por la puesta en marcha de muchos proyectos, ciertamente más importantes como los trabajos de restauración del templo de Júpiter Capitolino, y por otro, por las dificultades de orden técnico. En efecto, la ubicación del templo necesitó la explanación de una zona accidentada y un trabajo en un espacio restringido.
Entre el año 200 y el 205, el templo fue restaurado por Septimio Severo y Caracalla. La restauración no parece haber sido de gran importancia puesto que se mantuvieron numerosos elementos de la época flavia en el lugar pero la inscripción fue completada con una línea añadida en el arquitrabe. Entre el siglo III y el V, el templo parece haber resultado dañado por un importante incendio, como atestigua la capa de restos carbonizados, de piedras y de metales fundidos y de fragmentos de decoración en mármol calcinados que recubrían el suelo de la cella, encontrados durante las excavaciones de principios del siglo XIX. Es difícil ser más preciso respecto a la fecha de este incendio que podría bien corresponderse con el incendio de Carino en 283, la invasión de Alarico en 410 o la ocupación de la ciudad por los vándalos en 455. A pesar de un estado probablemente ruinoso, el templo no se incluyó entre los edificios restaurados por Teodorico el Grande entre 507 y 518.

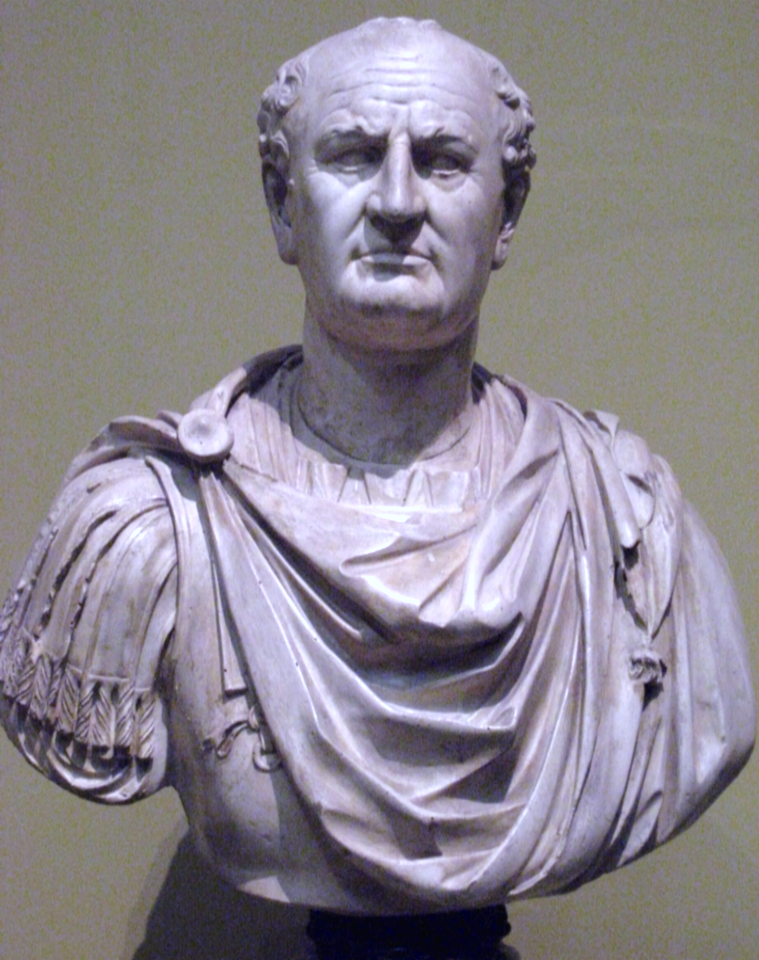
Busto de Vespasiano.
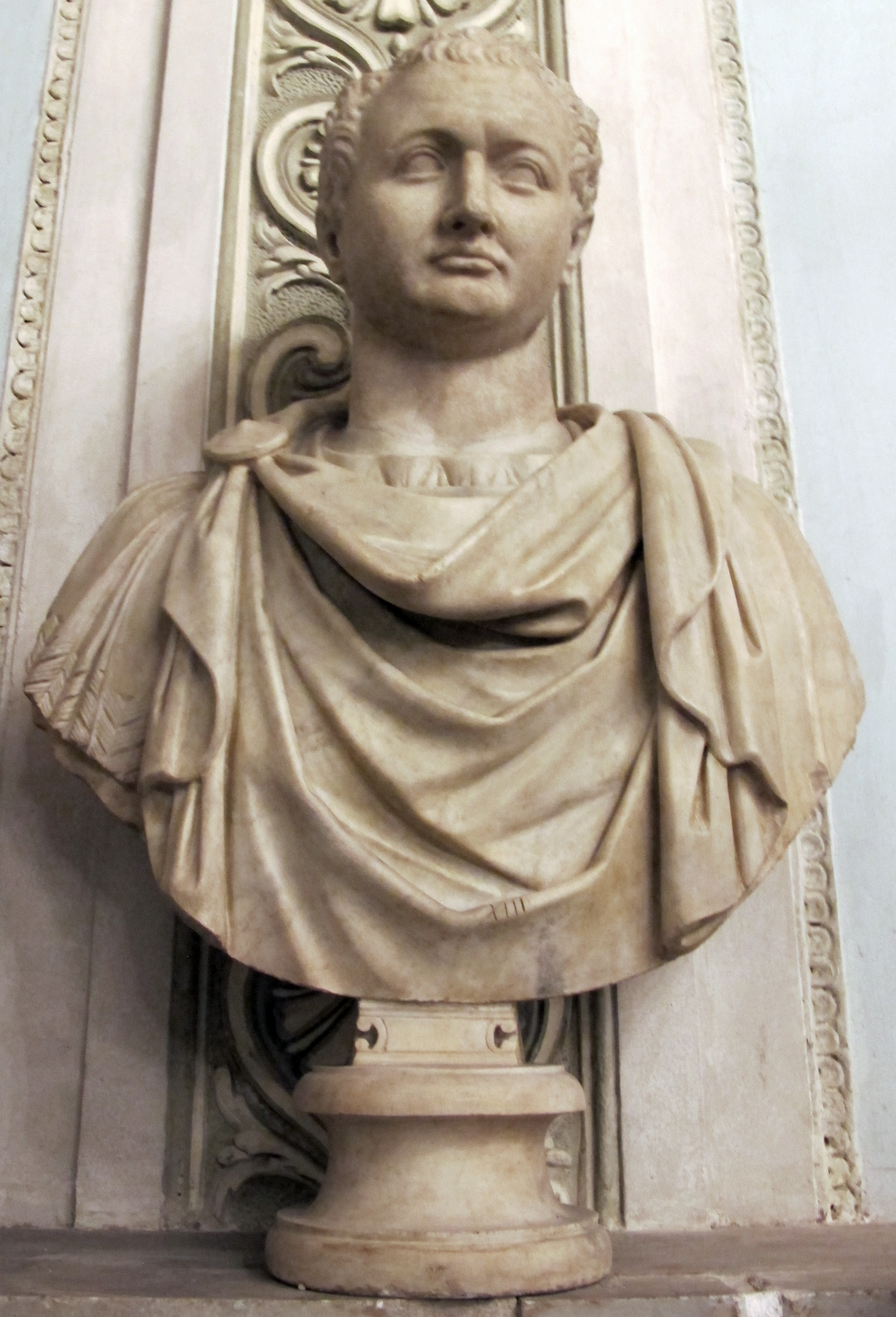
Busto de Tito.
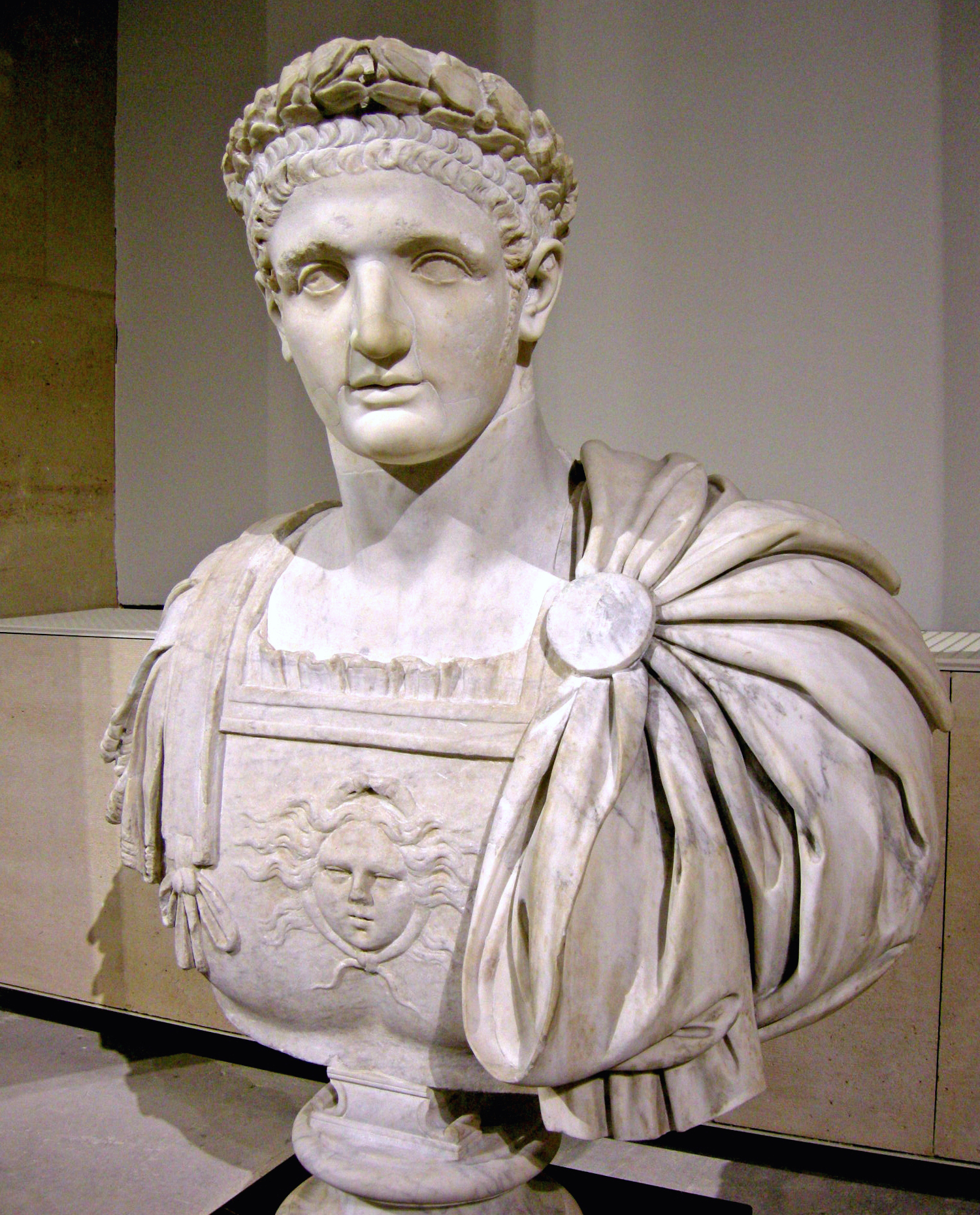
Busto de Domiciano.

### Edad Media: enterramiento progresivo
El templo no vuelve a mencionarse antes del siglo IX y el testimonio del Anónimo de Einsiedeln que transcribe la inscripción del templo así como la de los templos vecinos de Saturno y de la Concordia. En esta época, el templo parece haber sufrido destrozos importantes con la degradación y la recuperación de los elementos de decoración interior y exterior más fácilmente transportables. El templo resultó gravemente dañado a principios de la Edad Media con el hundimiento del techo y la construcción en sus proximidades de la iglesia de los santos Sergio y Baco, situada entre el templo y el arco de Septimio Severo, en la esquina izquierda del templo de la Concordia. Esta iglesia fue reconstruida y agrandada durante el pontificado de Adriano I entre el 772 y el 795. El templo de Vespasiano no fue demolido sino que se incluyó dentro de uno de los dos jardines pertenecientes a la iglesia, el hortus post Sanctum Sergium. 
El templo sufrió daños importantes durante la época medieval, particularmente en el año 1300, cuando el papa Nicolás V remodeló el foro, lo cual implicó la demolición de varias partes del templo. Nicolás V reconvirtió el templo en una pequeña fortaleza. La representación más antigua del templo data de principios del siglo XIV con un croquis publicado en el Codex Escurialensis y se corresponde en gran parte con el estado actual de las ruinas, excepto que el nivel del suelo es más elevado y recubre la parte inferior hasta las bases de las columnas. La zona del templo sirvió de almacén de mármol a lo largo de todo el siglo XVI, como atestigua la mención de una «cantera de mármol» en un documento de 1579. La destrucción de la diaconía de los santos Sergio y Baco y la reorganización de la plaza del Capitolio (Piazza Campidoglio) en marcha contribuyeron al enterramiento de las ruinas antiguas situadas al pie del Tabularium.
La parte visible de las ruinas no permitía identificar el edificio original como un templo, de tal manera que el templo no se menciona en las Descriptiones Urbis del siglo XV y XVI. Las tres columnas eran interpretadas como parte de un pórtico. En 1553, Pirro Ligorio ve en ellas nada menos que los restos de un edificio templario y propone que se le identifique con el templo de Júpiter Tonante sobre la base de los catálogos regionales. Esta hipótesis fue puesta en duda por Andrea Palladio y Étienne Dupérac quienes consideraban que las columnas formaban parte de un pórtico en torno a un templo este último identificado con el templo de Júpiter Tonante hasta el siglo XIX. Las ruinas fueron objeto de numerosos croquis, dibujos y relieves, lo que atestigua el interés que suscitaban entre los artistas que apreciaban la calidad de la decoración arquitectónica del entablamento y de los capiteles corintios.

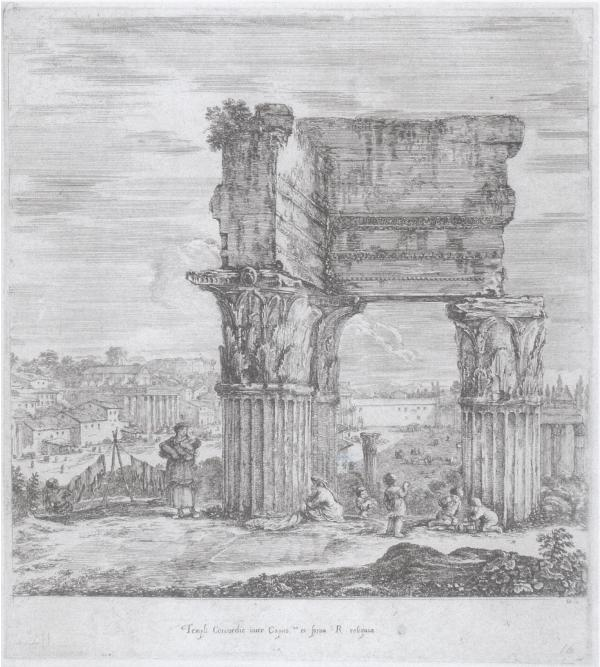
Dibujo de las ruinas enterradas, Stefano della Bella, 1656.
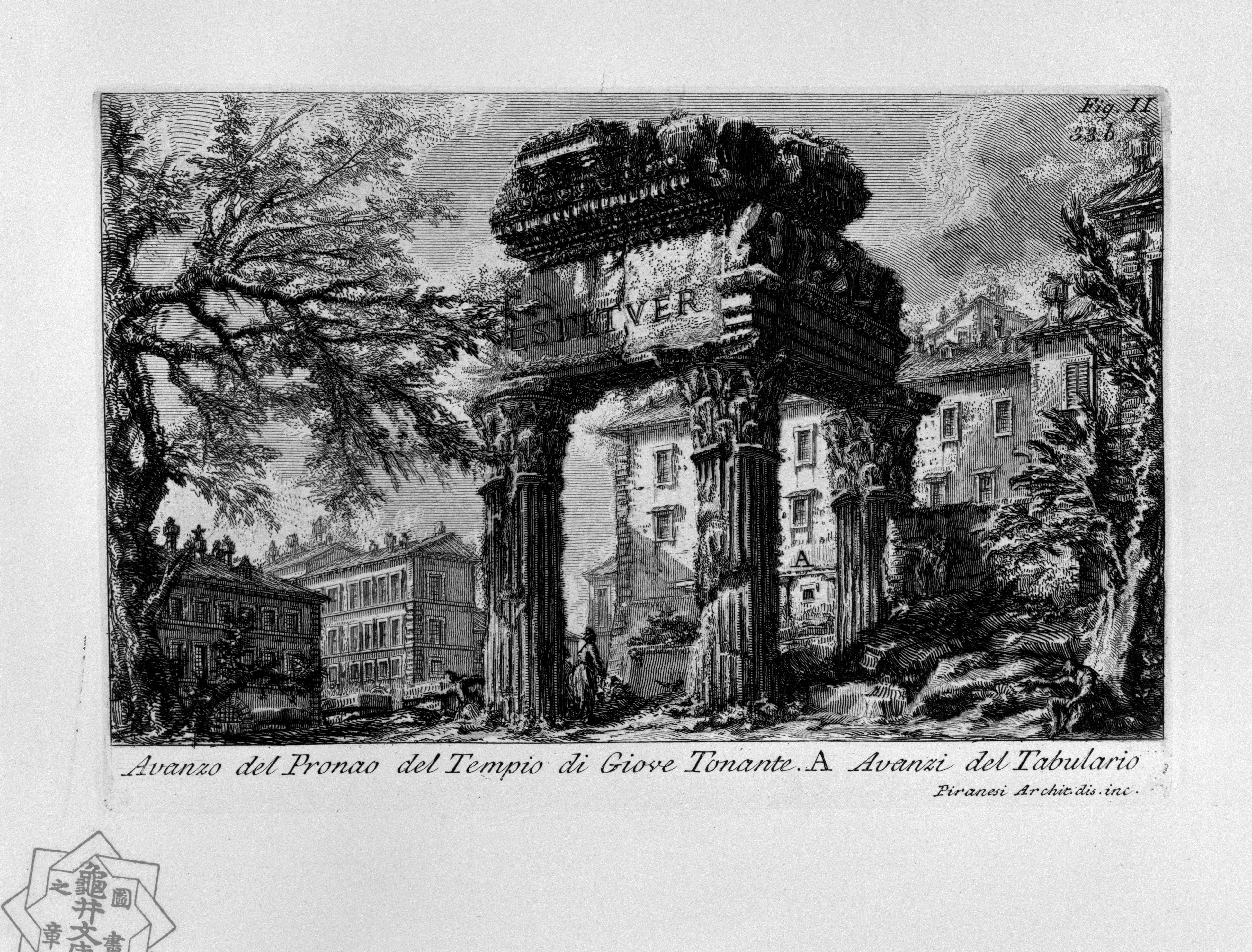
El templo identificado como templo de Júpiter Tonante en un grabado de Piranesi, 1756.
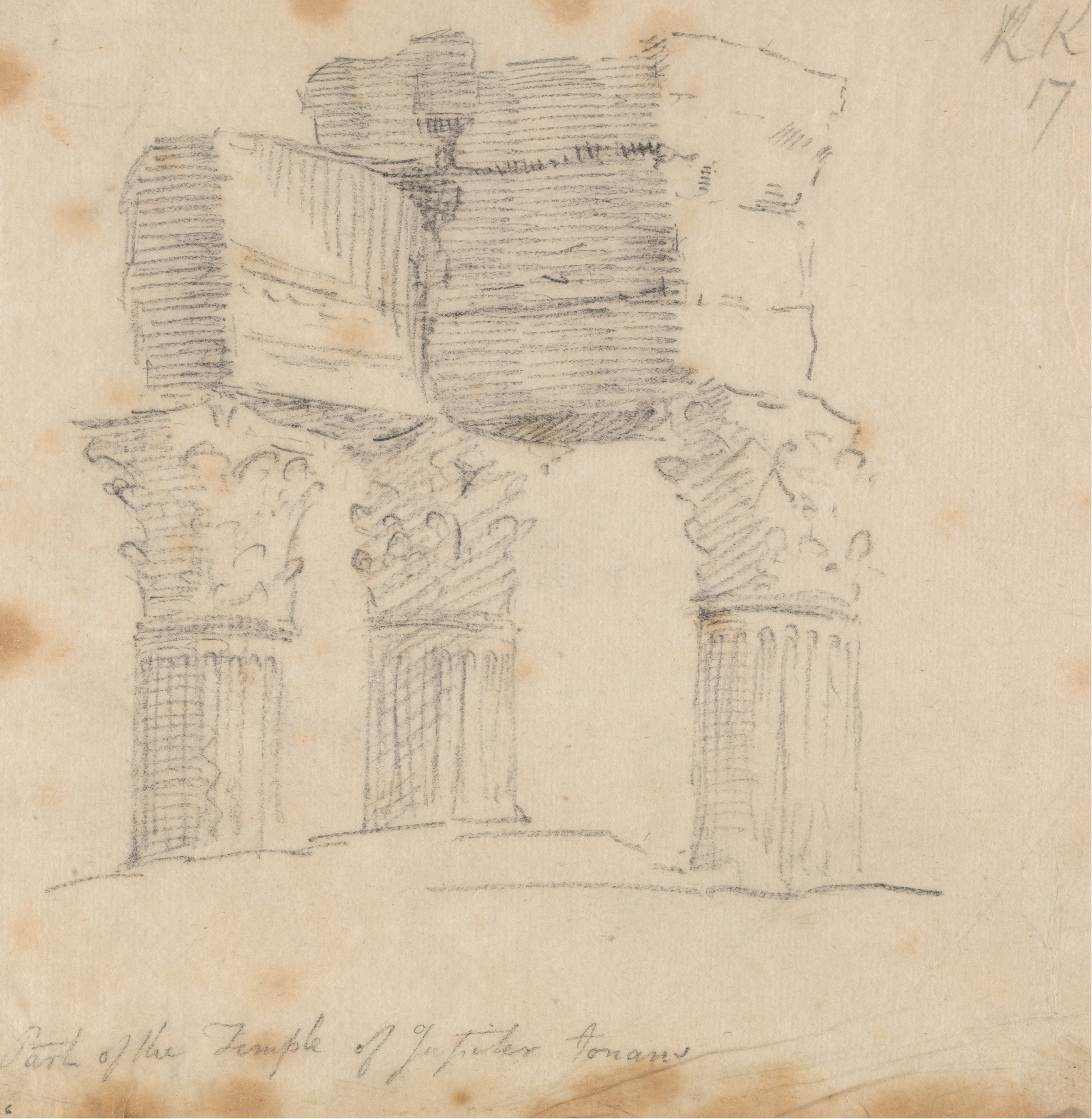
Esbozo de restos por John Robert Cozens, finales del siglo XVIII.

### Época moderna: desenterramiento del templo
En el siglo XVIII se vivió un interés renacido por las ruinas de la antigua Roma. Se iniciaron entonces numerosas excavaciones arqueológicas bajo la autoridad de los papas. Entre 1774 y 1780, durante el pontificado de Pío VI, se emprendieron excavaciones de desenterramiento junto al arco de Septimio Severo. Algunas décadas más tarde, en 1802, surgió la idea de extender estos trabajos de excavación justo hasta debajo del Tabularium a fin de liberar completamente el arco de Septimio Severo, el templo de la Concordia y el llamado «de Júpiter Tonante» donde las columnas estaban aún enterradas en dos terceras partes.
En 1810, con la recreación de la Commissione per la cura dei monumenti antichi, se relanzó el proyecto y la tarea de desenterrar el templo vuelve al arquitecto italiano Francesco Camporesi que hizo derribar un edificio establecido contra las ruinas. Camporesi com
enzó realizando un sondeo a lo largo de la columna más cercana al Tabularium a fin de evaluar la solidez de las ruinas pues algunos predijeron el derrumbamiento cuando se descubrieran. La estructura surgida se consolidó con grapas de plomo aún visibles hoy en día. Al final de sus trabajos preliminares, en abril de 1812, las tres columnas aparecieron enteramente libres. La retirada del montículo de tierra permitió que salieran a la luz algunos elementos de decoración que entraron en los Museos Vaticanos. Los registros de entrada que aparecen en los documentos archivados entre 1812 y 1814 mencionan fragmentos de una estatua femenina, un pie de estatua fisurado y una cornisa «procedente del templo de Júpiter Tonante». Los fragmentos del entablamento fueron restaurados y hoy en día se exponen en una galería del Tabularium, a la que se accede desde los Museos Capitolinos. En mayo de 1812, las ruinas del ábside de la diaconía de Sergio y Baco descubiertas recientemente fueron totalmente desmanteladas.
Tras una breve pausa, las excavaciones se reemprendieron en la primavera de 1817 bajo la dirección de Carlo Fea. Permitieron la liberación completa del podio y revelaron el plano del suelo del edificio. La escalera frontal estaba parcialmente despejada y los arqueólogos destacaban su particularidad, más alta de un lado que de otro, debido a lo exiguo del espacio de construcción y al fuerte desnivel de la calle de la fachada. En esta ocasión, las columnas, el podio y la escalera, se reforzaron·. El resultado de las excavaciones arqueológicas está documentado por un grabado de Rossini y por las declaraciones más precisas realizadas por los arquitectos Valadier y Auguste Caristie. Los arqueólogos supusieron la existencia de una doble fila de columnas en el interior de la cella y reconocieron en el templo un plan pseudo-períptero. Aun así, era difícil decir si el templo tenía seis u ocho columnas en la fachada.
Una nueva campaña de excavaciones se programó para septiembre de 1827 con el apoyo del papa León XII pero no arrancó hasta noviembre de 1829 bajo la dirección del arqueólogo Antonio Nibby. Esta campaña permitió en 1830 dejar al descubierto por completo la cella. Entre los restos excavados, hay fragmentos de columnas de mármol giallo antico cuyos fustes estaban ornamentados por acanaladuras retorcidas y un pedazo de arquitrabe que llevaba la mención SACRVM.

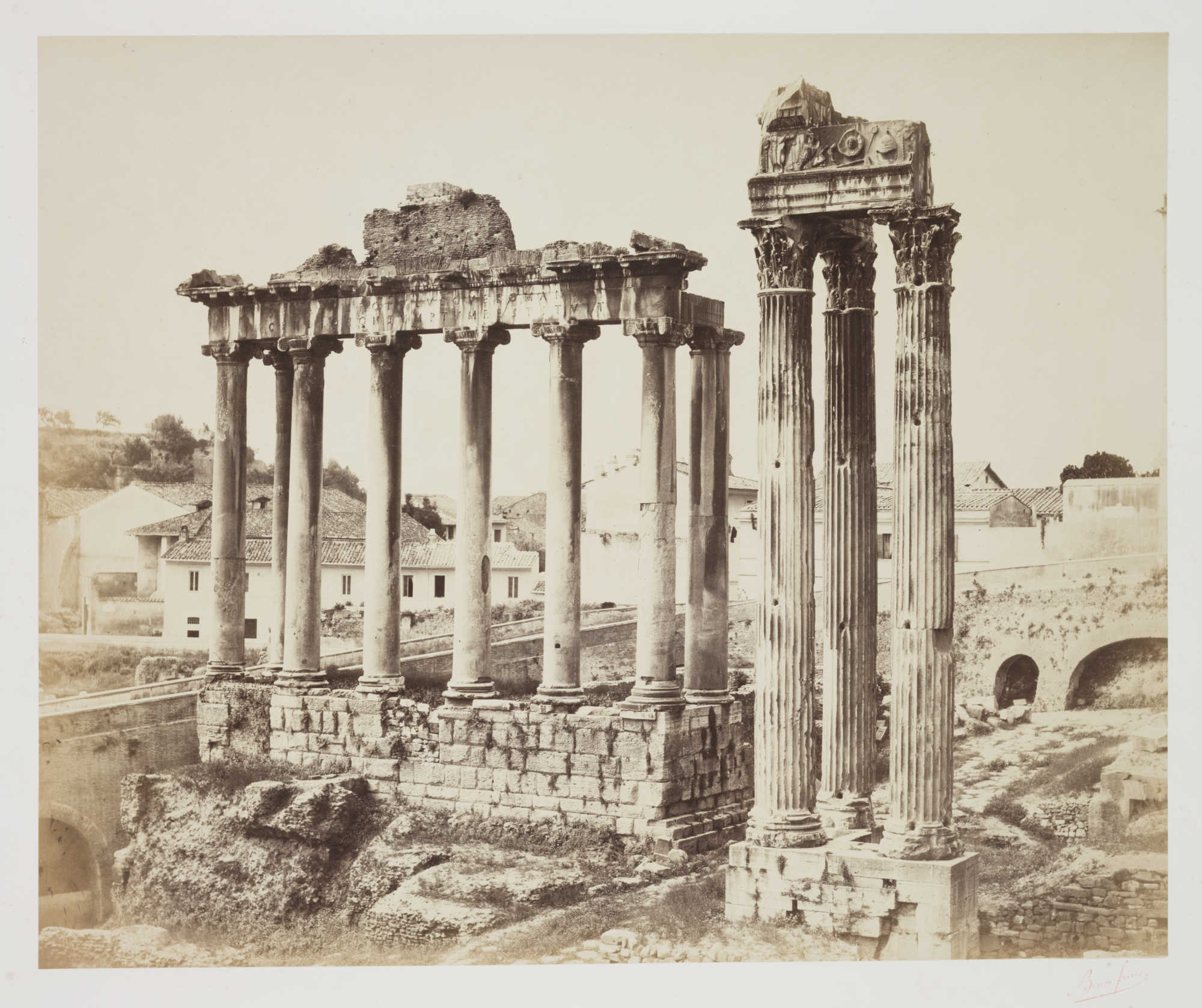
Los templos de Saturno y de Vespasiano hacia 1860.
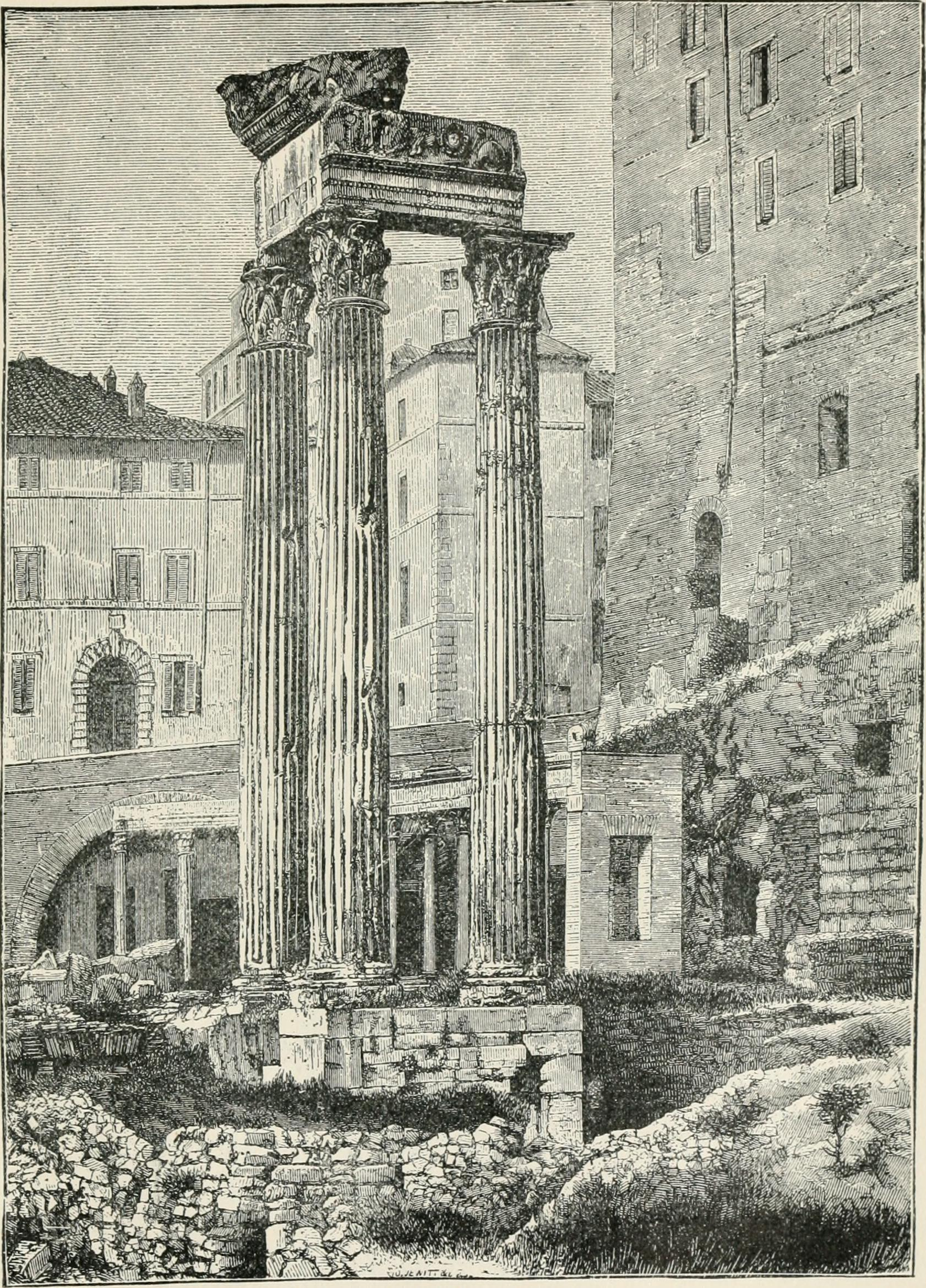
El templo desenterrado en 1885.

### Restos
Hoy en día, solamente pueden verse los altos cimientos conservados contra uno de los muros del Tabularium, el centro del podio, una pequeña parte de la cella, y tres columnas corintias en la esquina sureste del pórtico. Un gran fragmento del entablamento está expuesto en una de las galerías del Tabularium desde 1827 a los lados de una sección del entablamento del templo vecino de la Concordia, reconstruidos a partir de los fragmentos recuperados en la zona en 1823. Otros fragmentos de la decoración arquitectónica se reutilizaron para reconstruir el entablamento soportado por las tres columnas enderezadas.

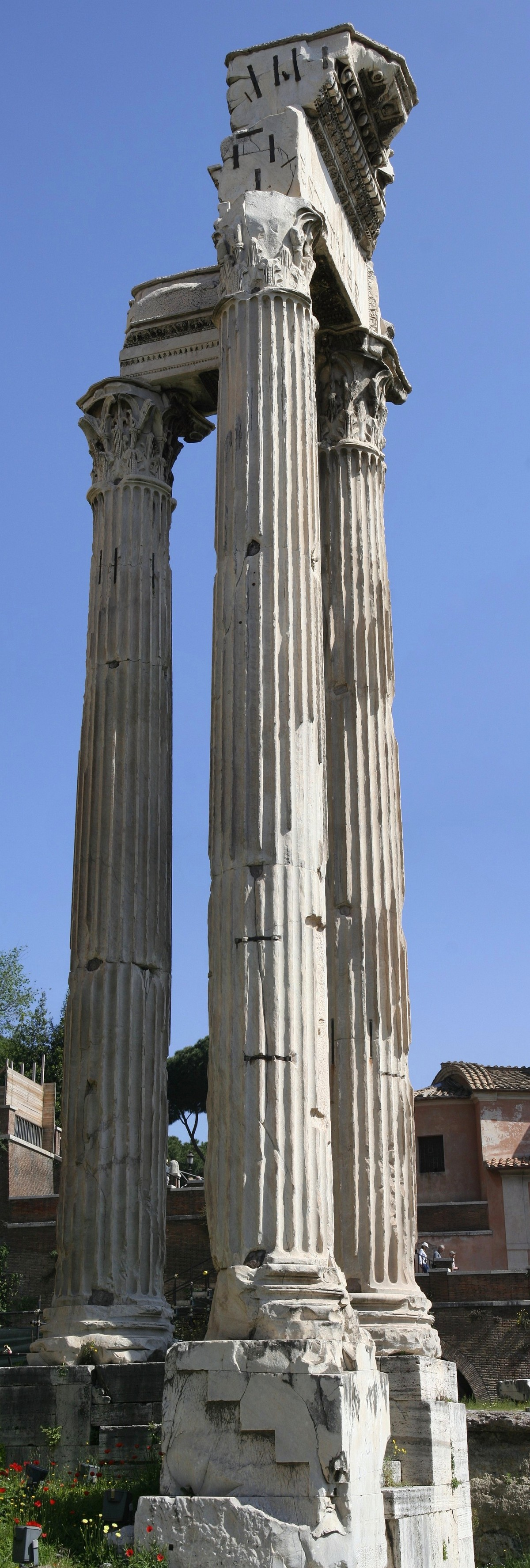
Columnas del templo de Vespasiano.
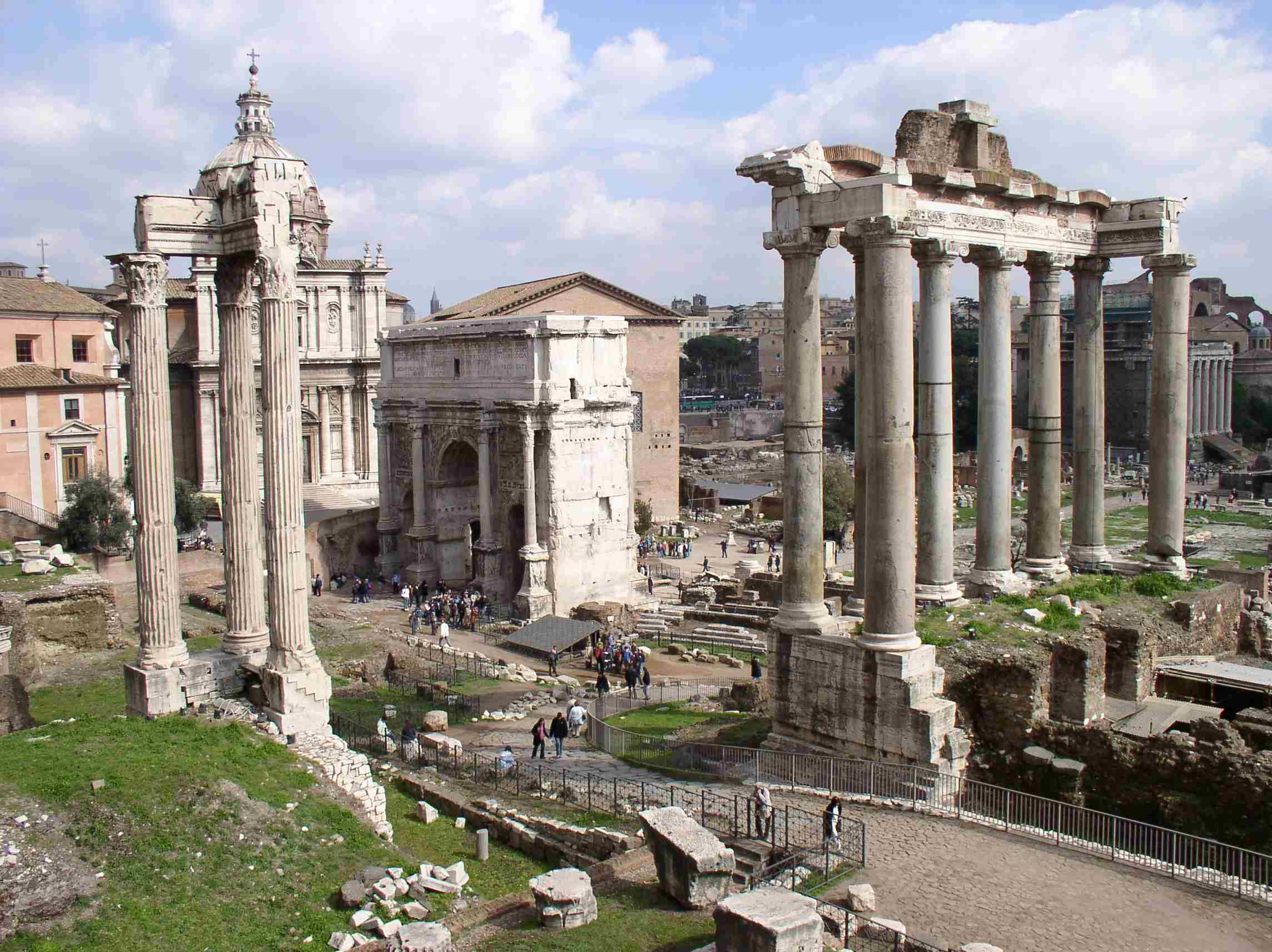
Templo de Vespasiano a la izquierda, templo de Saturno a la derecha.
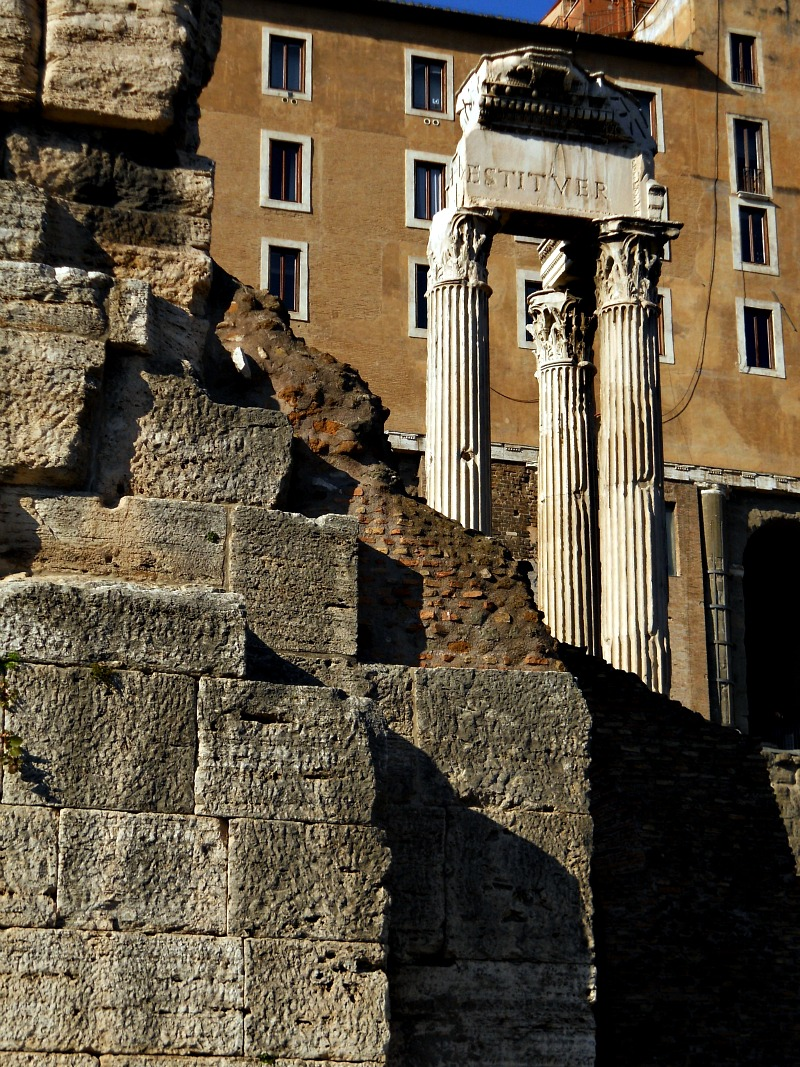
Las columnas detrás de las ruinas del podio del templo de Saturno.

### Influencia
El templete de la iglesia de San Pietro in Montorio en el Janículo, construido por Bramante, tiene un friso dórico cuyas metopas están decoradas con objetos litúrgicos cristianos, inspirado en la decoración del friso del templo de Vespasiano. En Viena, Johann Ferdinand Hetzendorf von Hohenberg construyó en 1778 una ruina decorativa en los jardines del palacio de Schönbrunn que se parece a las ruinas del templo de Vespasiano tal como estaban representadas en un grabado de Piranesi. Brongniart se inspiró en el templo para construir el Palacio de la Bolsa de París, la Bolsa de París hasta el año 1998.

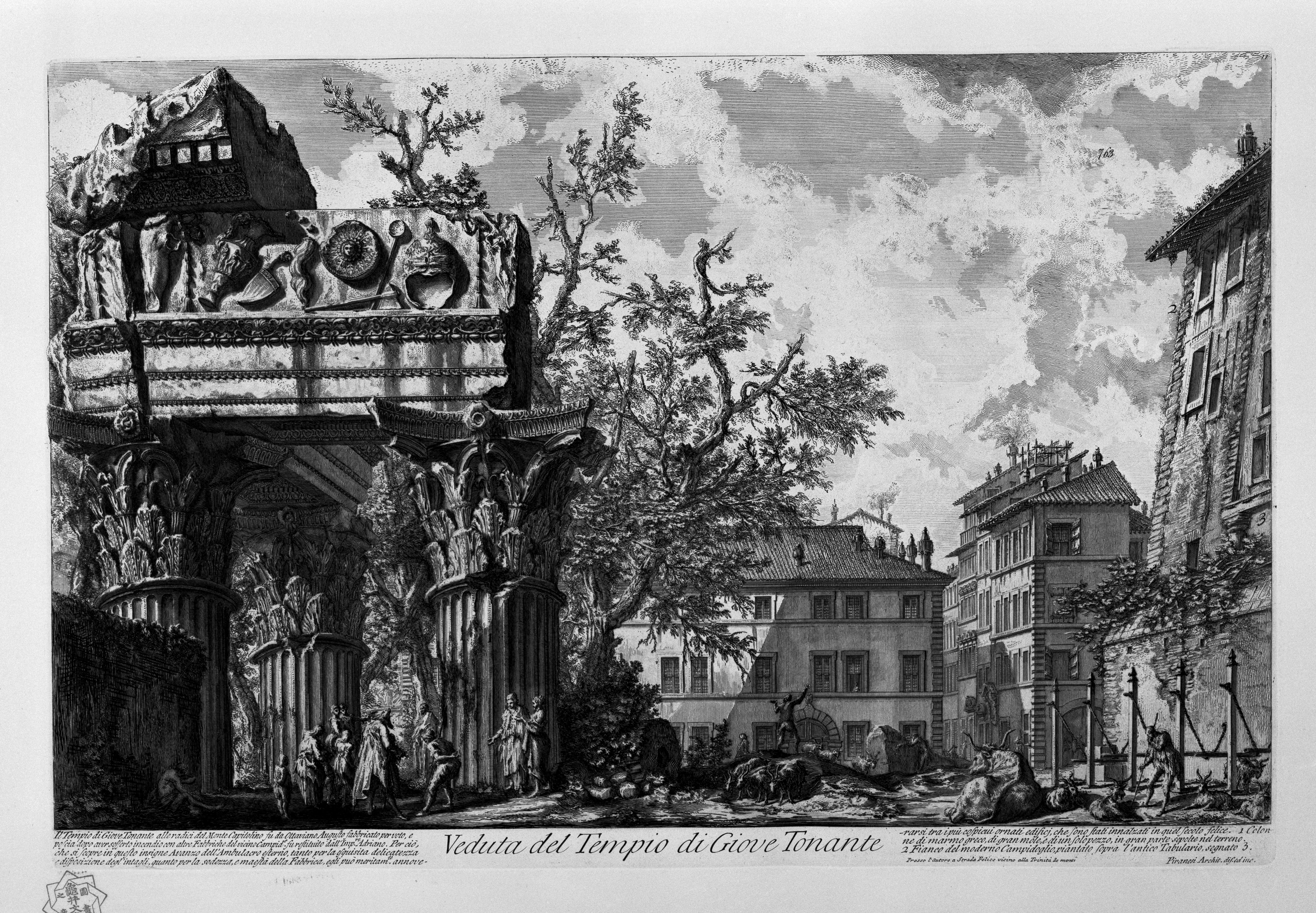
Grabado de Piranesi, fuente de inspiración de Johann Ferdinand Hetzendorf von Hohenberg.
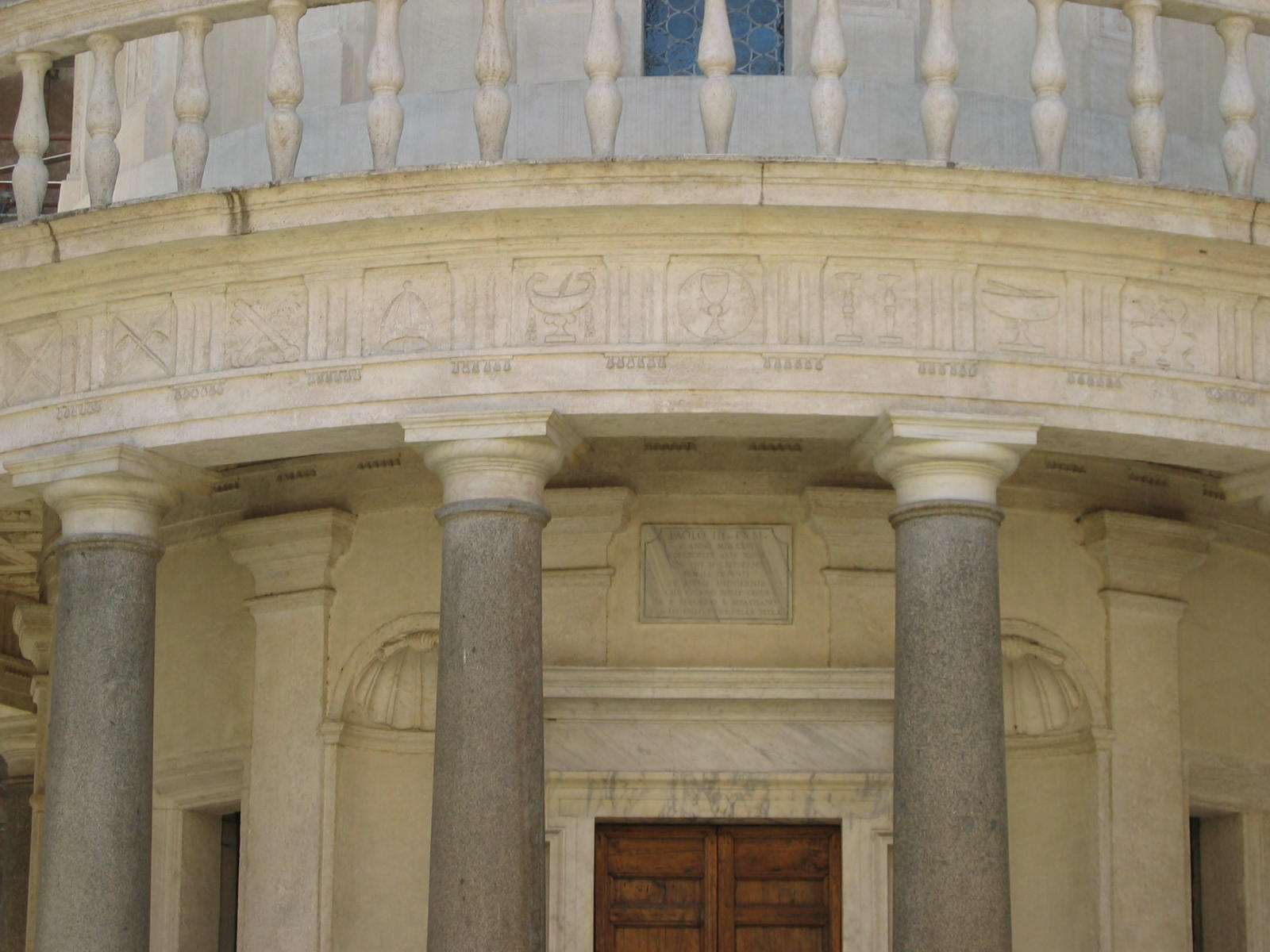
Detalle del entablamento del templete de San Pietro in Montorio.
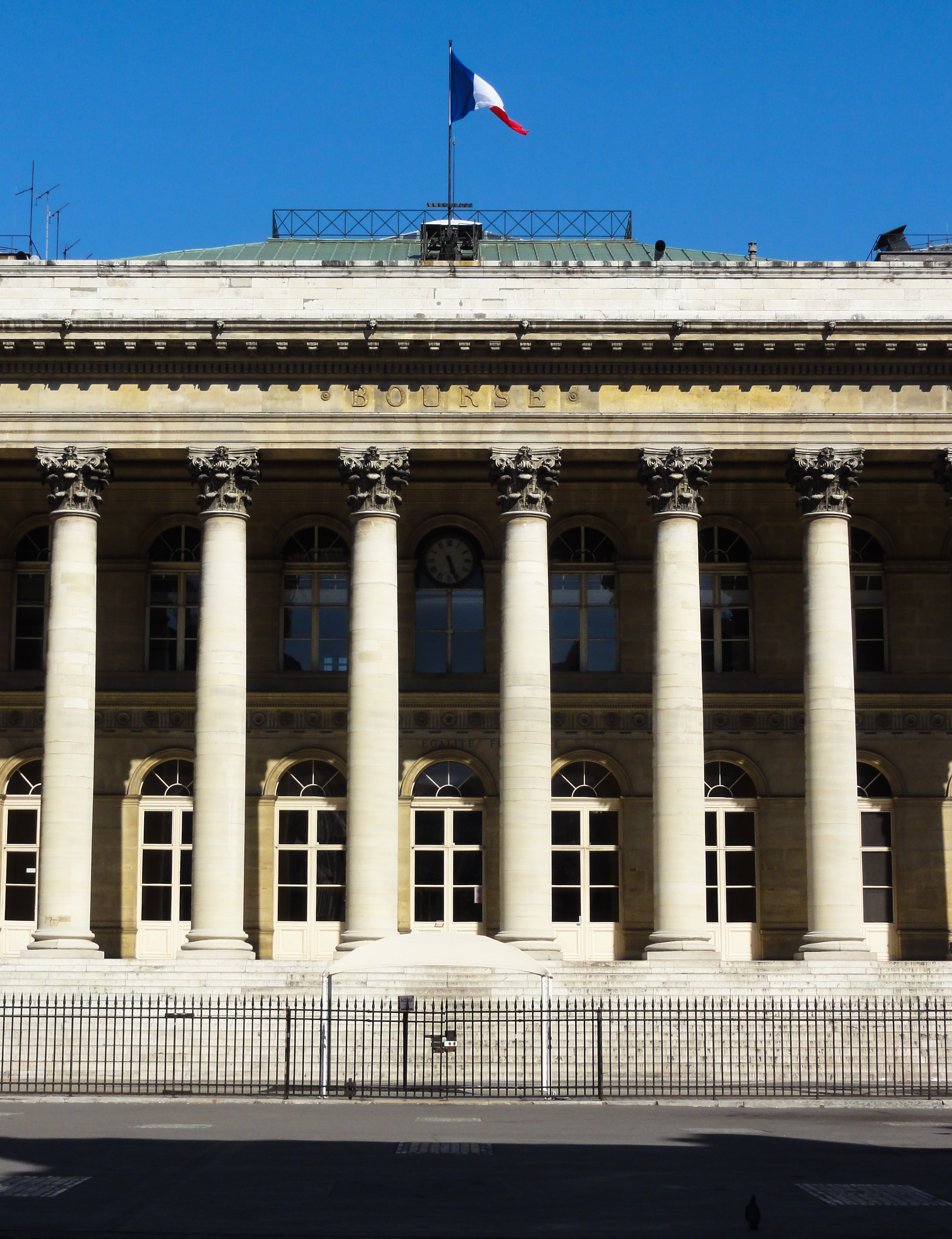
Fachada del Palacio de la Bolsa de París.

## Descripción

### Arquitectura exterior

#### Dimensiones
El templo tiene una profundidad de 27,75 a 33 metros dependiendo de si se tiene en cuenta o no la escalera frontal y una anchura de 21 a 22 metros· con una superficie de 582,75 m². Es pseudo-períptero o próstilo hexástilo de orden corintio, es decir, que la cella está precedida de un pronaos con seis columnas corintias en la fachada y flanqueada por dos columnas laterales. La pronaos tiene una anchura de 19,75 metros y una profundidad de 10,25 metros. Las columnas tenían 14,19 metros de alto de los que 11,79 metros son de fuste acanalado con un diámetro en la base de 1,57 metros. El intercolumnio lateral de 3,25 metros es un poco más estrecho que el de la fachada, de 3,65 metros, una diferencia que puede ser explicada por el espacio estrecho que no permitía desarrollar el templo en toda su longitud.
El podio tiene 4,2 metros de alto. Estaba recubierto de mármol y su base y su cornisa están adornadas con molduras. La escalera monumental que permitía acceder al pronaos estaba construida de manera inusual, siendo un lado más alto que el otro. Esta diferencia de nivel es debida al fuerte desnivel del Clivus Capitolinus que no podía aplanarse debido a lo exiguo del espacio situado entre el templo de la Concordia y el pórtico de los Dioses Consejeros. A la izquierda, la diferencia de nivel entre el suelo del pronaos y la calle es de sólo un metro y se supera con cuatro peldaños para 3 metros de profundidad. En la derecha, en cambio, del lado del templo de la Concordia, la diferencia de nivel es mucho más elevada y se compensaba con una quincena de escalones por 4,5 metros de profundidad. El estado actual de las ruinas no permite precisar cómo se conectaba la escalera con el clivus. La falta de espacio igualmente obligó a los arquitectos a desplazar la escalera frontal hacia el templo, así como los últimos peldaños continuaron detrás de la alineación de las columnas de la fachada, los últimos escalones se insertaban en los estilóbatos de las columnas.

#### Entablamento
El entablamento tiene una altura de 3,012 metros, rematado por un frontón de 6,15 metros de alto y 12,85 metros de ancho con un tímpano de 1,75 metros de alto. Está compuesto por un arquitrabe a tres bandas adornadas con filas de perlas, con un friso por encima adornado con relieves. Encima del friso, la cornisa se compone de líneas de dentellones, de ovas y de modillones. Entre los dentellones se ha insertado un motivo de doble anillo típico de las construcciones del reinado de Domiciano, firma atribuida al arquitecto Rabirio.
En origen, el entablamento es idéntico por todos los lados del templo, con la excepción de la dedicatoria original colocada en el centro del friso de la fachada. El entablamento fue modificado con la restauración de tiempos de los Severos pues el arquitrabe y el friso fueron cubiertos por entero con una placa epigráfica portando una inscripción dedicatoria separada en el siglo VIII mientras que el templo estaba aún intacto para un peregrino durante su visita a Roma·. Su transcripción está en un documento llamado Itinerario de Einsiedeln.

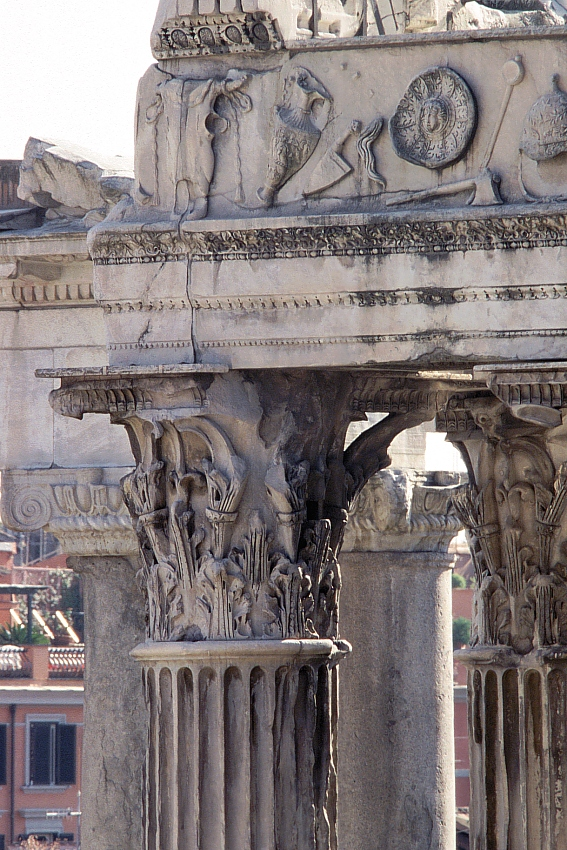
Detalle de un capitel corintio y del entablamento.
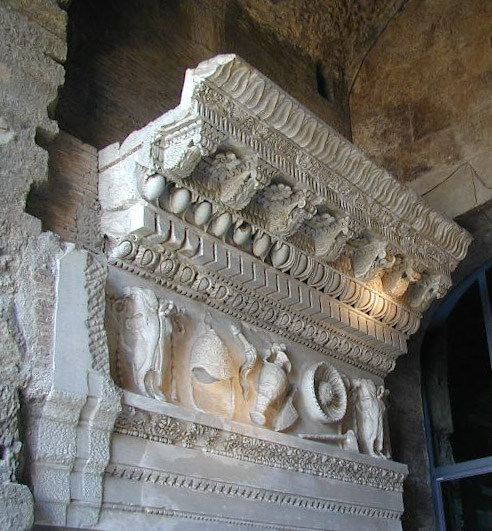
Reconstitución de una sección del entablamento expuesto en una galería del Tabularium.
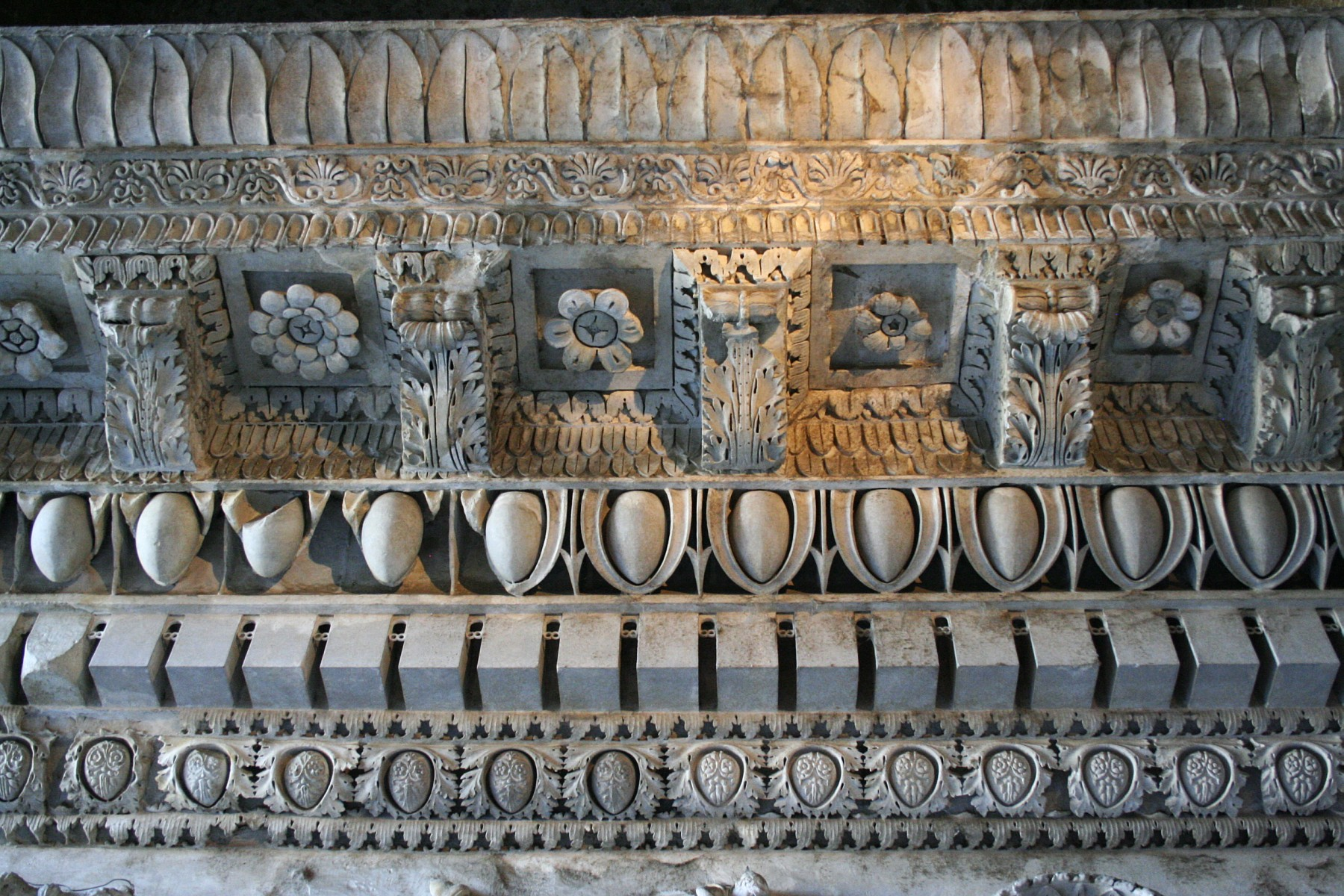
Detalle de la parte superior del entablamento del templo. Se ve entre cada dentellón un motivo compuesto de dos anillos pegados, firma probable del arquitecto Rabirio.

#### Programa decorativo
A los lados del templo, el friso del entablamento está adornado con motivos complejos: bucráneos coronados por una infula, alineados con las columnas laterales, encuadran una serie de instrumentos utilizados en las ceremonias de sacrificios o como símbolos de los diferentes colegios religiosos de Roma. La asociación de estos motivos aparece desde finales de la República en las monedas en un contexto de propaganda personal de personajes políticos y militares, notablemente en las piezas acuñadas durante la dictadura de Julio César. Durante el Imperio, tras la dinastía Julio-Claudia, las referencias a los grandes sacerdocios se convirtieron en un tema recurrente figurando sobre los monumentos públicos. Permite expresar la profunda religiosidad de un personaje político, emperador o princeps y de subrayar la alta dignidad de un culto imperial·. Se trataba de representar la pietas, una de las principales virtudes políticas y civiles romanas·.
Entre los bucráneos, la serie de instrumentos y de símbolos parece repetirse según el mismo orden a todo lo largo del friso, cada serie correspondiéndose a un intercolumnio·. Por la izquierda, figura en primer lugar el apex, llamado también albogalerus o galerus. Se trata de un sombrero que llevaban los Flamines, símbolo de su sacerdocio, único símbolo sacerdotal en el friso del templo. Le sigue el aspergillum, utensilio utilizado para asperjar la víctima del sacrificio con aqua lustralis durante la ceremonia de lustratio. Está dotado de un asa en forma de pata de bovino. A su derecha está representado el urceus, un tipo bien definido de jarra sacrificial con un asa, destinada a contener el vino. Está representada en los relieves del adorno de los altares en las escenas de sacrificios en relación con la patera. El cuerpo de la jarra a menudo tiene figuras decorativas como motivos vegetales. Sobre el friso del templo, estas figuras son más complejas y originales con la representación de animales exóticos. Bajo la jarra se coloca un culter, un tipo de cuchillo utilizado durante los sacrificios sangrantes de animales. Tenía una amplia hoja triangular de un solo filo con un asa estrecha decorada sobre el friso de una cabeza de león. En lo alto a su derecha figura una patera com omphalos decorada en su cara interior, que recuerda el aspecto de un fruto abierto visto desde abajo. El omphalos central está adornado con una cabeza de Medusa o de Zeus Amón. En fin, sobre la patera y a su derecha, son visibles la securis y el malleus, un hacha y un martillo de un tipo particular utilizados para matar a la víctima.

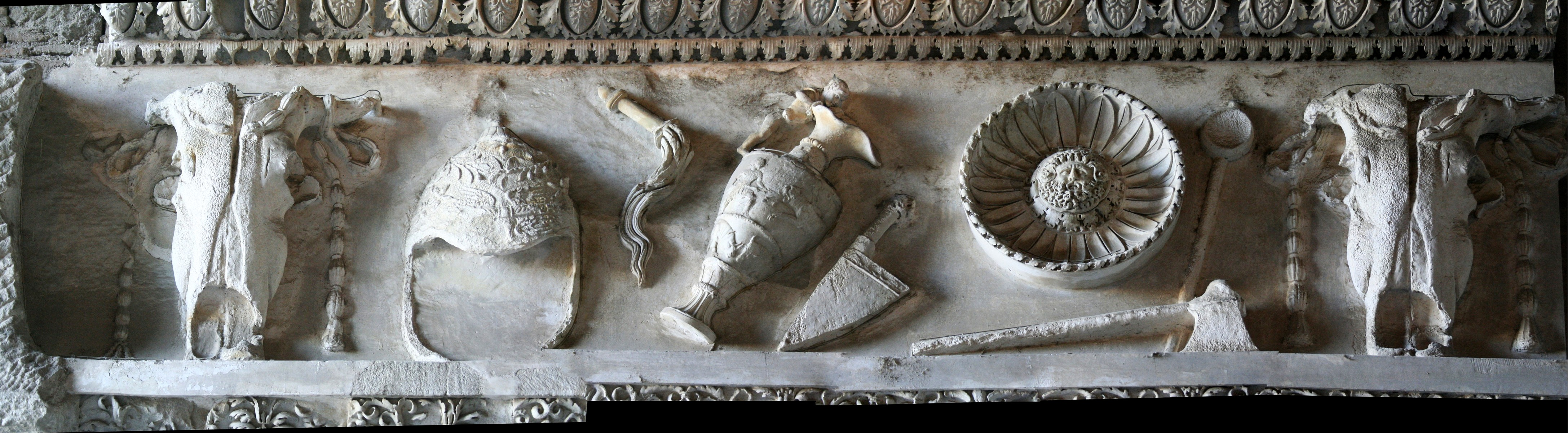
Detalle del friso del templo de Vespasiano. De izquierda a derecha: bucráneo coronado de infula, galerus, aspergillum, urceus, cuchillo para el sacrificio, patera, hacha y martillo de sacrificios, bucráneo.

### Decoración interior
La cella, casi cuadrada, tiene 19 metros de ancho por 18 metros de profundidad. Es espaciosa y ricamente decorada. Los muros de travertino quedan disimulados detrás de placas de mármol. Los muros laterales tienen una pauta de una serie de seis columnas de 0,4 metros de diámetro recubiertos por mármoles coloreados procedentes de las provincias orientales del Imperio, separadas por 2,25 metros. Están realzadas por un podio de 1,35 metros de alto y 0,95 metros de ancho recubierto de mármol blanco por el dorso y de mármol pavonazzetto por la cara.
Una estatua de culto colosal de Vespasiano en mármol se erigió sobre un pedestal colocado en un edículo de 9 metros de ancho y una profundidad de 3 metros que se apoya contra el muro del fondo en opus latericium recubierto de mármoles coloreados. Las columnas del edículo tienen un diámetro de 0,7 metros y los capiteles adornados por victorias y trofeos. El podio del edículo de 6,85 metros de ancho y 5,75 metros de largo, al que se podía acceder gracias a dos pequeñas escaleras laterales, es aún visible en parte hoy en día. Sólo se han recuperado restos en mármol y travertino de pedestal y la cabeza de la estatua. Los fragmentos están hoy en día conservados en el Museo Arqueológico Nacional de Nápoles con los fragmentos de otra estatua colosal representando a Tito.